# Ranunculus ganeschinii
Ranunculus ganeschinii är en ranunkelväxtart som beskrevs av N. N. Tzvelev. Ranunculus ganeschinii ingår i släktet ranunkler, och familjen ranunkelväxter. Utöver nominatformen finns också underarten R. g. lugensis.